# Кросно
Кро̀сно (на полски: Krosno; на украински: Коросно; на немски: Krossen) е град в Югоизточна Полша, Подкарпатско войводство. Административен център е на Кросненски окръг без да е част от него. Самият град е обособен в отделен градски окръг (повят) с площ 43,50 км2.

## География
Градът се намира в историческата област Червена Рус. Разположен е в югозападната част на войводството, край река Вислок.

## Население
Според данни от полската Централна статистическа служба, към 1 януари 2014 г. населението на града възлиза на 47 223 души. Гъстотата е 1 086 души/км2.

## Спорт
Градът е дом на футболния отбор Карпати (Кросно).

## Известни личности
Родени в Кросно
- Владислав Гомулка (1905 – 1982), политик